# Trumpismus
Trumpismus ist die politische Ideologie hinter dem Programm („Agenda“) und dem Regierungsstil Donald Trumps.

## Geschichte
Der Begriff Trumpismus kam während des Präsidentschaftswahlkampfs 2016 auf. Er bezeichnet eine populistische politische Methode, die auf komplexe politische, wirtschaftliche und soziale Probleme einfache Antworten suggeriert. Es soll die Verlierer der zunehmenden sozialen Ungleichheit mobilisieren und „die Eliten“, das politische Establishment verächtlich machen. Als Spielart der postfaktischen Politik legt der Trumpismus keinen Wert auf den Wahrheitsgehalt politischer Aussagen, so lange sie der emotionalen Mobilisierung der eigenen Zielgruppen dient. Ideologisch ist sie rechtskonservativ-nationalistisch akzentuiert, wobei Trumps Politikstil auch Züge des Autoritarismus aufwies. In einem Interview mit der Welt äußerte der Journalist George Packer, dass der Begriff Trumpismus kaum auf konservativ-nationalistische oder national-populistische Bewegungen anderer Länder (etwa Ungarn, Frankreich oder Deutschland) angewandt werde, da neben den Vereinigten Staaten von Amerika kein anderes Land auch nur annähernd ähnliche Voraussetzungen aufweise: neben einer enormen wirtschaftlichen wie militärischen Stärke und Unabhängigkeit eine extreme soziale Ungleichheit, eine traditionelle Religionsfreiheit bzw. fehlende feudale Vergangenheit  sowie das noch aus dem Ende des 18. Jahrhunderts stammende Second Amendment.

## Inhalte
Außenpolitisch wird im Sinne von Trumps America First eine unilaterale gegenüber einer multilateralen Politik bevorzugt und nationale Interessen werden besonders hervorgehoben, auch im Rahmen von Wirtschaftsverträgen und Bündnisverpflichtungen. Wiederholt ließ Trump eine Geringschätzung gegenüber Kanada sowie den transatlantischen Partnern (NATO und Europäische Union) erkennen, die bis dahin als wichtigste Verbündete der Vereinigten Staaten galten. Kennzeichnend für die Außenpolitik ist des Weiteren eine Vorliebe für autokratische Herrscher, insbesondere für den russischen Präsidenten Wladimir Putin, den Trump schon vor seinem Amtsantritt und während des Gipfeltreffens in Helsinki häufig lobte. Innenpolitisch stehen eine Begrenzung der Zuwanderung, die innere Sicherheit und eine restriktive Drogenpolitik im Vordergrund.
Wirtschaftspolitisch verspricht der Trumpismus neue Arbeitsplätze und mehr Investitionen im Inland. Trumps harte Linie gegenüber Exportüberschüssen amerikanischer Handelspartner führte 2018 und 2025 zu einer angespannten Lage mit gegenseitig verhängten Strafzöllen zwischen den USA auf der einen und der EU und China auf der anderen Seite. Trump sichert sich die Unterstützung seiner politischen Basis, die mit der bisherigen Entwicklung in den USA unzufrieden ist, mit einer Politik, die Nationalismus, Anti-Elitismus und Globalisierungskritik stark betont.
Laut Jeff Goodwin, Soziologe an der Universität New York, ist der Trumpismus durch fünf Schlüsselelemente gekennzeichnet:
- Gesellschaftspolitischer Konservatismus, wie er zum Ausdruck kommt in Trumps Anti-Abtreibungs- und Anti-LGBT-Politik
- Neoliberaler Kapitalismus, gekennzeichnet durch Steuersenkungen für Reiche und Deregulierung
- Wirtschaftsnationalismus (Neomerkantilismus), der nicht zwingend politisch weit rechts steht, aber wie im Falle Trumps so gesteuert werden kann
- Nativismus in Form von Rhetorik gegen Einwanderer
- Nationalismus, unterstrichen durch die Weigerung, rassistische Gruppen wie die Proud Boys abzulehnen.

## Bezug
Rhetorisch zeichnen den Trumpismus eine chauvinistische Einstellung gegenüber Frauen und Minderheiten sowie eine Ablehnung des politischen Establishments aus. Trump agiert rhetorisch außerdem nachgewiesenermaßen mit einer großen Anzahl von falschen oder zumindest irreführenden Aussagen, die er als Tatsachen darstellt. In diesem Sinne wird ein Großteil der Medien aufgrund ihrer daraus resultierenden kritischen Berichterstattung von Trump abwertend als Fake News bezeichnet, während er sich lange vor allem auf den konservativen Sender Fox News Channel stützte, auf dem einflussreiche Moderatoren wie Sean Hannity seine Politik medial unterstützten. Dem Präsidenten El Salvadors Nayib Bukele brachte sein harsches Vorgehen gegen die berüchtigte Bandenkriminalität seines Landes den Spitznamen el trumpito („kleiner Trump“) ein.

## Rezeption
Die folgenden Ausführungen beziehen sich noch auf die erste Amtszeit Trumps
Der amerikanische Historiker Robert Paxton bewertet den Trumpismus aufgrund der xenophoben Programmatik, der wiederholten Thematisierung des nationalen Niedergangs, den es zu bekämpfen gelte, und der angewandten rhetorischen Stilmittel als protofaschistisch. Stanley Payne stuft ihn nicht als faschistisch, sondern reaktionär ein, während der britische Historiker Roger Griffin die Definition für Faschismus als nicht erfüllt ansieht, da Trump das politische System der Vereinigten Staaten nicht in Frage stellt (dies galt zumindest für seine erste Amtszeit) beziehungsweise dessen demokratische Institutionen nicht abschaffen will. Erkennbar sei aber eine Geringschätzung des vertrauten politischen Systems sowohl in der Innen- wie der Außenpolitik. Der argentinische Historiker Federico Finchelstein sieht bedeutsame Schnittmengen zwischen Peronismus und Trumpismus. Der Historiker Christopher Browning betrachtet die Langzeitfolgen von Trumps Politik, die starke autoritäre Züge aufweist, und der diesbezüglichen Unterstützung, die er dafür von der Republikanischen Partei erhält und die das politische Klima nachhaltig vergiftet hat, für potentiell demokratiegefährdend.
Der Politikwissenschaftler Walter Russell Mead ordnet den Aufstieg Trumps auf dem Gebiet der amerikanischen Außenpolitik in einen größeren historischen Kontext ein. Er sieht den Trumpismus als eine Wiederkehr des populistischen Jacksonianismus der 1830er Jahre, der sich durch Nationalismus ausgezeichnet und sich für auswärtige Angelegenheiten nur interessiert habe, wenn er die nationalen Interessen bedroht gesehen habe. Von daher habe Trump seinen Erfolg auch der zunehmenden Unpopularität der Außen- und Interventionspolitik zu verdanken, die seit Jahrzehnten von republikanischen und demokratischen Administrationen verfolgt worden sei und eine liberale Weltordnung angestrebt habe. Dieser in der Tradition von Alexander Hamilton und Woodrow Wilson stehende liberale Internationalismus der Vereinigten Staaten habe durch die Wahl Trumps eine Absage erhalten.
In der deutschsprachigen Debatte wird der Begriff oft im Zusammenhang mit der Vertrauenskrise in Politik und Medien verwendet. Er bezeichnet dann die Strategie meist rechter politischer Akteure, diese Krise zu schüren, um von ihr zu profitieren. Die Schweizer Politologin Regula Stämpfli fasst den Begriff jedoch weiter und definiert den Trumpismus – losgelöst vom Links-Rechts-Schema – als einen neuen Politikstil, in dem das Argument durch die Marke ersetzt, der politische Gegner als Feind begriffen und eine immer persönlicher geführte Auseinandersetzung immer häufiger über Massenmedien und soziale Medien geführt wird:

„TRUMPISMUS skandalisiert, unterhält, empört, spielt auf der Klaviatur der Gefühle und der Medien. TRUMPISMUS transformiert Zeichen in Weltpolitik. TRUMPISMUS politisiert vulgär, unaufrichtig und wertfrei. TRUMPISMUS ist der Ton unserer Zeit.“

Die Philosophin Susan Neiman sieht im Poststrukturalismus eine philosophische Strömung, die das „postfaktische Zeitalter“ vorbereitet und damit dem Trumpismus den Boden bereitet habe. Demnach bestehe die Wirklichkeit, wie sie etwa von Jacques Lacan und Michel Foucault vertreten werde und von rechten Meinungsführern in den USA rezipiert worden sei, „nur aus verschiedenen Erzählungen, die alle gleichwertig seien“. Demgegenüber ist Neiman der Meinung, dass „möglichst viele Narrative“ – untersucht und übereinander gelegt – doch in die Nähe der Wahrheit führten. Trumps Markenzeichen sei Schamlosigkeit. Wenn sich aber das Machtoberhaupt eines Staates entscheide, „dass Normen ihm egal sind, sickert die Schamlosigkeit in die politische Kultur hinein.“ Anlässlich Trumps Ausscheiden aus dem Amt zur Möglichkeit einer Rückabwicklung des eingetretenen Werteverfalls befragt, äußerte Neiman, Joe Biden und sein Kabinett könnten viel bewirken, doch brauche es auch eine Graswurzelbewegung, „um die Integrität der Demokratie wiederherzustellen.“
Das britische Collins English Dictionary kürte Trumpism nach Brexit zu einem seiner „Wörter des Jahres 2016“: Laut der Jury bezeichnet der Begriff sowohl Trumps Ideologie als auch seine charakteristisch provokativen Äußerungen.